# American Generation
Albums de The Ritchie Family
African Queens Bad Reputation
American Generation est le titre du cinquième album du groupe The Ritchie Family.

## Autour de l'album
L'album sort en 1978, et bien que produit à New-York fait découvrir un son plus proche de l'euro-pop et du son disco européen que dans les précédents albums.
Le changement est radical et la première formation (Jacks, Oliver et Wooten) est remplacée par un nouveau trio (Ednah Holt, Dodie Draher et Jacqui Smith Lee). Le groupe fait alors une apparition dans un film de Jean Yanne, Je te tiens, tu me tiens par la barbichette, et participe à la bande originale du film en enregistrant deux chansons La barbichette (you make me feel it) et Forever dancing qui feront l'objet d'un single.
Au cours de cette même année, The Ritchie Family contribue avec les Village People en tant que choristes au projet retraçant la vie et la carrière de Joséphine Baker sur l'album de Phylicia Allen "Josephine Superstar".
L'album American Generation n'aura pas le succès des albums précédemment publiés aux États-Unis, se classant 148e au Billboard américain. Le groupe connaîtra un meilleur succès en Europe, American Generation se classant à la 49e place du top au Royaume-Uni et perçant même le top 10 du classement (#8) aux Pays-Bas. La chanson sera remixée et éditée dans ce dernier pays en 1997 mais ne se classera plus dans les charts.

## American generation

### Face A
- Big Spender (4.45)
- Good in love (4.09)
- Music Man (6.07)

### Face B
- American Generation (5.02)
- I feel disco good (6.03)

À l'exception de la chanson Music man, les titres sont enchainés sans interruption sur chaque face de l'album.

## Singles et maxi singles
- American Generation (3.03)/Music man (3.40)
- I feel disco good (3.30)/Good in love (3.05)
- La barbichette (you make me feel it) (3.32)/Forever dancing (3.03)
- Good in love (3.05)/I feel disco good (3.30) - STL records Japon 7"
- American Generation (6.35)/I feel disco good (6.03) - Casablanca Records Canada
- American Generation (6.35)/Music man (3.40) - Mercury Records UK
- American Generation (6.35)/Josephine Superstar (3.08) - Metrophone Record - Allemagne
- American Generation '97 - airplay shake mix (3.46)/ long cut shake mix (6.13)/Cappucino dub shake (5.30) - Pays-Bas.

La chanson-titre American Generation est systématiquement incluse dans les différents best of dédiés au groupe dans des versions un peu plus longues que celle présentée sur l'album :
- (5.19) sur le Greatest Hits 1990 chez Unidisc Canada
- (5.31) The best disco in town 1994 chez Hot Productions - USA